# SN 2000de
SN 2000de – supernowa typu Ib odkryta 10 sierpnia 2000 roku w galaktyce NGC 4384. W momencie odkrycia miała maksymalną jasność 16,00m.